# Лінда Арвідсон
Лінда Арвідсон (англ. Linda Arvidson; 12 липня 1884 — 26 липня 1949) — американська акторка німого кіно.

## Життєпис
Лінда Арвідсон була першою дружиною режисера Девіда Гріффіта (14 травня 1906 — 2 березня 1936). Вона грала головні ролі в багатьох його ранніх фільмах. У титрах до деяких з них вона згадується як Лінда Гріффіт. Відносини між подружжям фактично припинилися в 1912 році, але розлучення було оформлене лише в 1936 році, коли Гріффіт хотів вступити в повторний шлюб.

## Фільмографія
- 1908 — Пригоди Доллі — мати Доллі
- 1908 — Відмовився біля вівтаря
- 1908 — Через багато років
- 1908 — Приборкання норовливої — Бьянка
- 1909 — Спекуляція пшеницею — дружина фермера
- 1909 — Шкіряна Панчоха